# Húrin II
En el universo imaginario de J. R. R. Tolkien y en la obra Cuentos inconclusos de Númenor y la Tierra Media, Húrin II es el decimocuarto Senescal Regente de Gondor. 
Nacido en el año 2515 de la Tercera Edad del Sol en Minas Tirith y es hijo de Hallas. Sucedió a su padre en 2605 T. E.
Durante su reinado las guerras de Gondor en su frontera del Este y del sur no cesaron. Los rohirrim continuaron expandiéndose y controlando su territorio.
Muere en el año 2628 T. E., tras 23 años de reinado y 113 de vida. Es sucedido por su hijo Belecthor.